# Paulus Potter

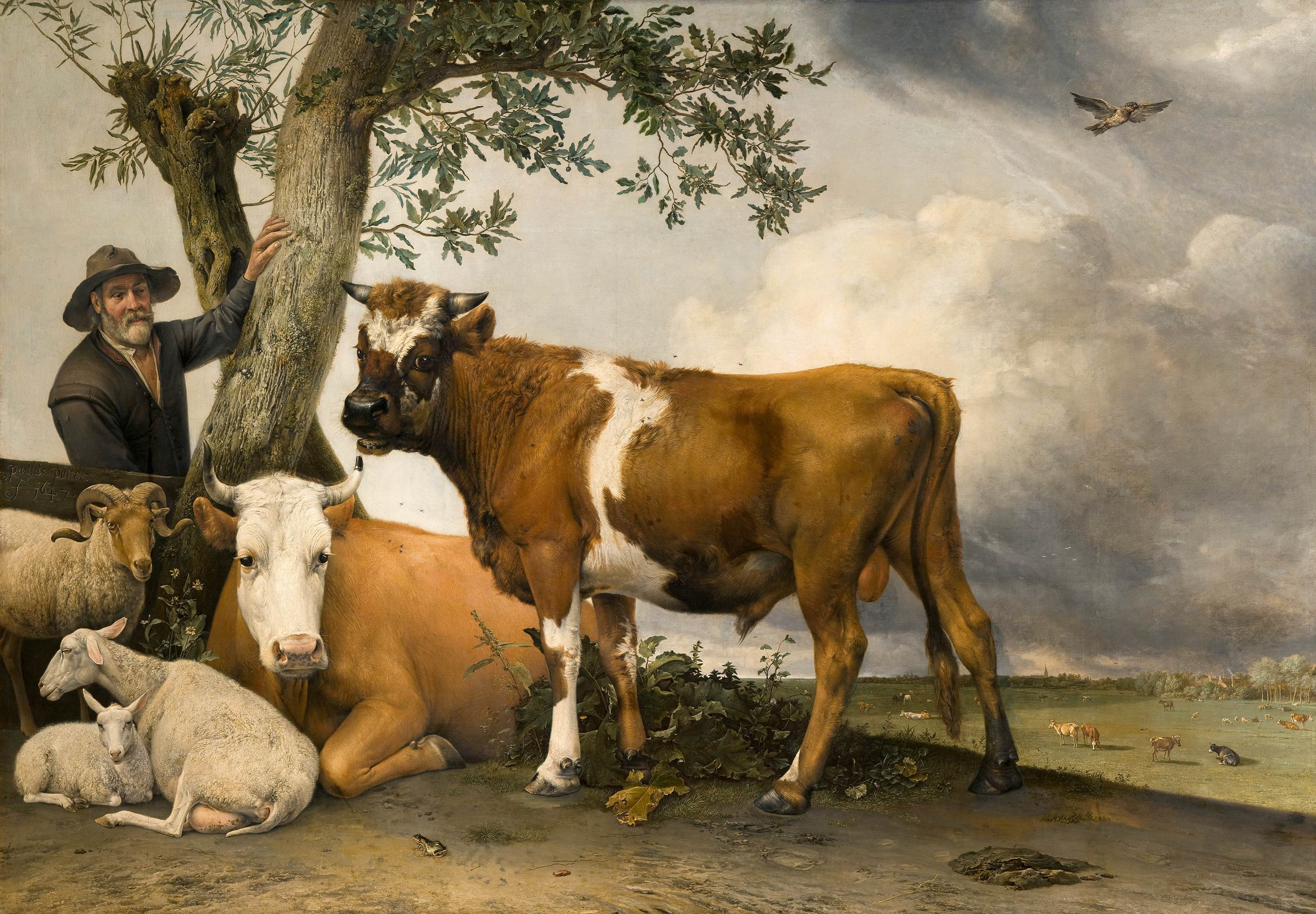
O Touro por Paulus Potter

Paulus Pieterszoon Potter (Enkhuizen, 20 de novembro de 1625 - Amsterdam, 17 de janeiro de 1654) foi um pintor neerlandês, especialista em animais e paisagens.
Potter estudou pintura com seu pai Pieter Potter em Enkhuizen.  Viveu alguns poucos anos em Haia onde encontrou sua esposa e foi introduzido a elite neerlandesa. Após desentendimentos com colegas pintores e Amália de Solms-Braunfels, ele mudou-se para Amsterdam. 